# Gymnopleurus miliaris
Gymnopleurus miliaris é uma espécie de escaravelho do esterco encontrado na Índia, Sri Lanka, Afeganistão e Butão .

## Descrição
Esta espécie ampla e menos convexa tem um comprimento médio de cerca de 7,5 a 11,5 mm. Corpo preto azulado a verde escuro ou acobreado com cerdas cinzentas no dorso. Cabeça densamente granulada. Clípeo consiste em quatro lóbulos cegos em sua borda frontal. Pronoto densamente granulado. Elytra densamente granulado. Pygidium granular e setose na base .